# 尔朱袭
尔朱袭（512年—529年7月14日），字显伯，北秀容郡（今山西省忻州市忻府區）人，北魏官员。

## 生平
尔朱袭年幼时在故乡号称神童，父亲尔朱买珍因为尔朱袭特别机灵而对他十分偏爱，曾经对人说：“这个儿子是我们家族的千里马，但是恐怕他勇于拼命，最终无法享受自然的年寿。”永安二年（529年），元颢进逼北魏，魏孝庄帝想要御驾亲征，诏令尔朱袭以中坚将军、员外散骑常侍、右军都督为起家官，尔朱袭跟随哥哥尔朱承世前往防守轘辕。不久荥阳郡失守，北魏军队人情涣散，士兵逃亡。尔朱袭对部下说：“今日之事，道义上必定死了。”尔朱袭于是率领部曲数百骑兵冲入元颢军中，被敌人俘虏。永安二年六月廿三日（529年7月14日），尔朱袭在洛阳被杀，时年虚岁十八。魏孝庄帝哀悼，百官为之痛惜，追赠尔朱袭为使持节、车骑大将军、仪同三司、都督雍州诸军事、雍州刺史，因为尔朱袭的声望还没有得到褒奖，再度追赠定州刺史、万年县开国伯，食邑三百户，谥号武恭。永安二年十一月七日（529年12月22日），尔朱袭迁葬于司空公尔朱买珍墓旁。

## 家庭

### 祖父
- 尔朱真，北魏东宫詹事、内都大官、使持节、黄龙镇大将、镇南将军、安并二州刺史、始昌侯[1]

### 父亲
- 尔朱买珍，北魏征虏将军、武卫将军、持节、平西将军、燕济华三州刺史、散骑常侍、大司农卿，赠使持节、侍中、骠骑大将军、司空公、雍州刺史、谥号孝惠[1]

### 兄弟姐妹
- 尔朱元静，嫁北魏骠骑大将军、中军大都督、北海郡公叱列延庆，封阳平长郡君
- 尔朱彦伯，北魏使持节、侍中、开府仪同三司、骠骑大将军、右光祿大夫、博陵王
- 尔朱仲远，北魏大将军、左光祿大夫、兖州刺史、彭城王
- 尔朱世隆，北魏骠骑大将军、侍中、太保、开府、尚书令、仪同三师、乐平郡王
- 尔朱承世，北魏抚军将军、金紫光禄大夫、侍中、御史中丞、赵郡文贞公
- 尔朱弼，北魏骠骑大将军、开府仪同三司、青州刺史、朝阳王